# Масео, Антонио
Хосе Анто́нио де ла Каридад Масе́о-и-Грахалес (исп. José Antonio de la Caridad Maceo y Grajales, 14 июня 1845, Сантьяго-де-Куба — 7 декабря 1896, Пунта-Брава) — один из руководителей борьбы кубинского народа за независимость от испанского господства. Масон.

## Биография
Родился в семье венесуэльского крестьянина-садовода Maркоса Maceo (переселившегося в 1823 году из Венесуэлы в Сантьяго-де-Куба) и кубинской мулатки доминиканского происхождения Марианы Грахалес-и-Коэльо. С 16 лет работал у своего отца погонщиком мулов. Был успешным предпринимателем и фермером.
С началом 10-летней войны за независимость (1868—78) вступил в Повстанческую армию вместе со своим отцом и братьями. За пять месяцев Масео прошёл путь от рядового до командира (майора) и в дальнейшем, в 1878 году, получил чин генерал-майора Освободительной армии. На счету генерала — участие в 500 сражениях и 25 шрамов на теле. За цвет кожи, статус и физическую силу получил от товарищей прозвание Бронзовый титан (исп. El Titan de Bronce). После войны находился в изгнании в разных странах Америки (Гаити, Ямайка, Коста Рика), занимаясь подготовкой к новому восстанию на Кубе.
В апреле 1895 года Масео, Хосе Марти и другие патриоты высадились на Кубе и начали новое вооруженное восстание против Испании. Масео вместе с Максимо Гомесом возглавил повстанческие силы провинции Орьенте, а в сентябре стал заместителем главнокомандующего Освободительной армией.
7 декабря 1896 года Масео был убит около Сан-Педро, куда направлялся с небольшим отрядом соратников, попав под интенсивный огонь обнаруживших его испанцев. Вместе с ним был убит сын Гомеса, который пытался вытащить его из-под огня.

## Память
- Дом-музей революционного героя, генерал-майора Антонио Масео нахоодится в северной части Сантьяго-де-Куба. В музее хранятся документы, сочинения, письма и предметы, принадлежавшие семье Масео-Грахалес. Причислен к национальным памятникам 6 декабря 1978 года[3].
- Памятник Антонио Масео в Сантьяго-де-Куба находится на площади Революции (Пласа-де-ла-Революсьон). Герой войны за независимость 1895 года восседает на бронзовом скакуне в окружении острых мечете, устремленных в небо[4]. Также, конный памятник генералу Масео есть и в Гаване.
- Аэропорт имени Антонио Масео (Antonio Maceo) находится на Кубе, рядом с городом Сантьяго-де-Куба[5].
- Банком Кубы в 2017 году выпущена памятная монета посвященная 120-и летию со дня гибели Антонио Масеа, номиналом в 5 песо.

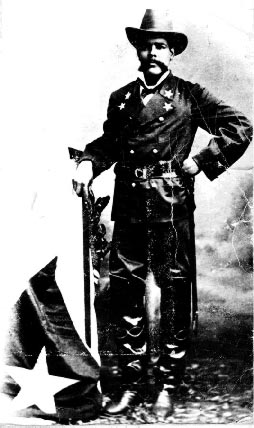
Антонио Масео в форме
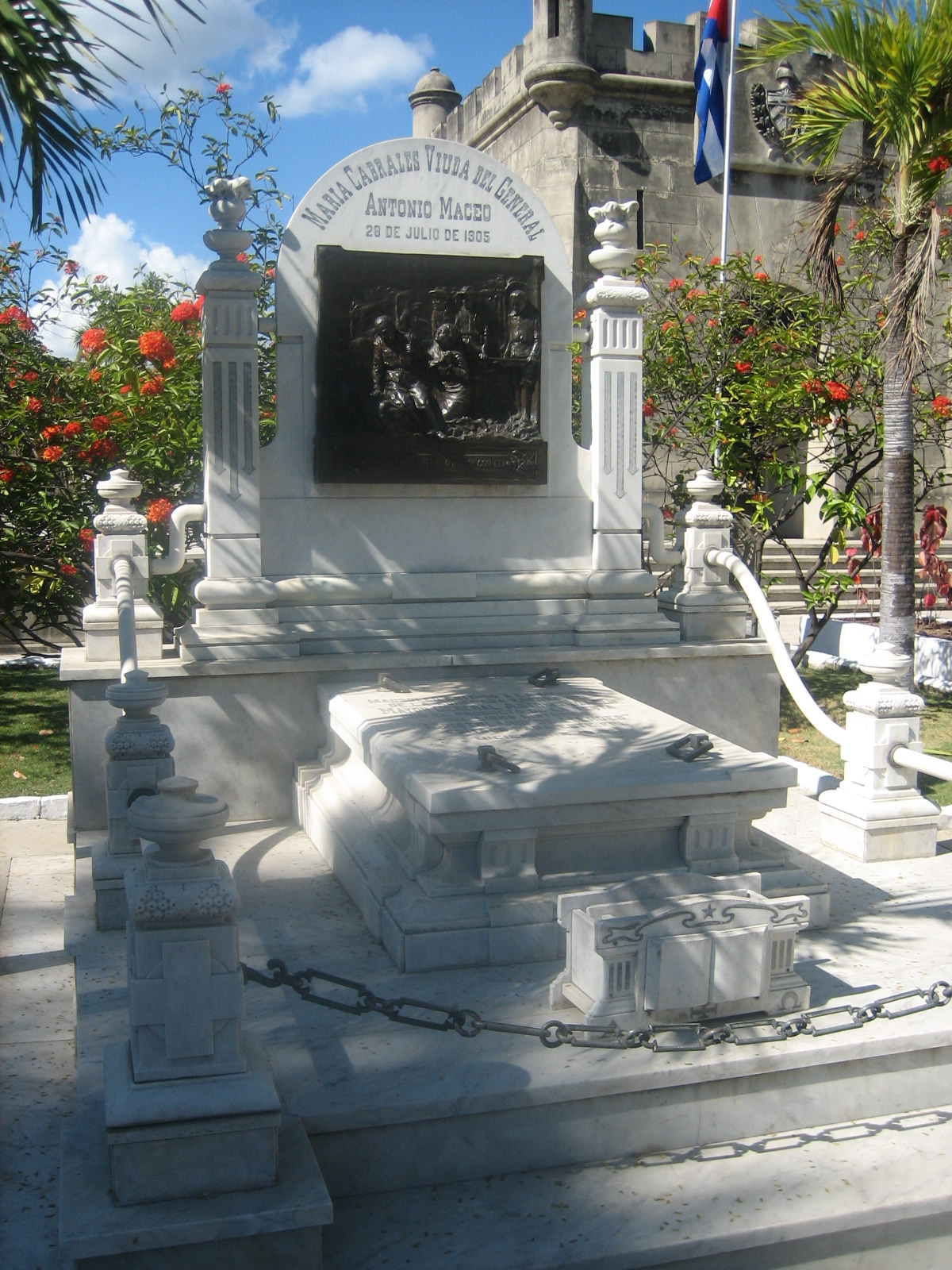
Могила Антонио Масео на кладбище Сементерио Санта-Ифихения в Сантьяго-де-Куба